# Karehalli.D, Kadur
Karehalli.D là một làng thuộc tehsil Kadur, huyện Chikmagalur, bang Karnataka, Ấn Độ.